# Phyllaplysia edmundsi
Phyllaplysia edmundsi is een slakkensoort uit de familie van de Aplysiidae. De wetenschappelijke naam van de soort is voor het eerst geldig gepubliceerd in 1974 door Bebbington.